# Перетрухин, Иосиф Климентович
Иоси́ф Кли́ментович (Климович) Перетру́хин  (конец XIX века — после 1912) — старообрядческий начётчик белокриницкого согласия, полемист, писатель.
Перетрухин родился в семье старообрядческого начётчика Климента Анфиногеновича Перетрухина. С юного возраста вместе с отцом выступал на беседах с никонианскими миссионерами и со старообрядцами других согласий. В 1909 году окончил экстерном Саратовскую вторую гимназию. В 16 лет Иосиф Климентович уже самостоятельно проводил беседы лучше отца. Две из таких бесед с наставником Спасова согласия А. А. Коноваловым были изданы отдельными книгами. Белокриницкие старообрядцы приглашали его в разные губернии Российской империи. Он написал целый ряд статей для журнала «Старообрядец». Автор книги, пропагандирующий здоровый образ жизни «Алкоголизм — преступление». Был противником смертной казни. Состоял в Союзе старообрядческих начетчиков. Был студентом Московского университета.

## Сочинения

### Отдельные книги
- Беседа И. К. Перетрухина с наставником нетовщины А. А. Коноваловым о незаконности Нетовской общины / Иосиф Перетрухин. - Нижний-Новгород : типо-лит. т-ва И. М. Машистова, 1906. - 20 с.;
- Беседа И. К. Перетрухина с нетовцем А. А. Коноваловым (слепцом) о крещении греческой церкви и митрополита Амвросия. - Нижний-Новгород : типо-лит. т-ва И.М. Машистова, [1906]. - [2], 23 с.;
- О неверии апостолов / [Иосиф Перетрухин]. - Нижний-Новгород : типо-лит. т-ва И.М. Машистова, 1906. - 8 с.;
- Алкоголизм - преступление / И. К. Перетрухин. - Москва : т-во типо-лит. И.М. Машистова, 1912. - 26 с.;

### Статьи в журнале «Старообрядец»
- Беседа И.К. Перетрухина с нетовцем А.А. Коноваловым (слепцом) о крещении греческой церкви и митрополита Амвросия. С. 177 - 199. Подпись: И.К. / 1906, Февраль (№ 2)
- Аскетизм и христианство. Подпись: И.П. (Иосиф Перетрухи). C. 412 - 415. / 1906, Апрель (№ 4)
- Свершилось. Подпись: И.П.  (Иосиф Перетрухи). C. 441 - 443. / 1906, Апрель (№ 4)
- Иосиф Перетрухин. О неверии апостолов. С. 537 - 542. / 1906, Май (№ 5)
- Иосиф Перетрухин. Высшее духовенство русской господствующей церкви в 1-й половине XIX века. С. 671 - 678. / 1906, Июнь (№ 6)
- Иосиф Перетрухин. Беседа И.К. Перетрухина с А.А. Коноваловым озаконности нетовской общины. С. 756 - 774. / 1906, Июль (№ 7)
- И. Перетрухин. Смертная казнь – преступление. С. 794 - 803. / 1906, Июль (№ 7)
- Беседа И.К. Перетрухина с миссионером о. Димитр. Александровым о православности троеперстия. С. 860 - 869. Подпись: Волжанин. / 1907, Август (№ 8)
- И. Перетрухин. К характеристике патриарха Никона. С. 886 - 897. / 1906, Август (№ 8)
- И.К. Перетрухин. Бегун. С. 1156 - 1158. / 1906, Октябрь (№ 10)
- Иосиф Перетрухин. Новая грамота патр. Анфима, относящаяся к м. Амвросию. С. 1344 - 1348. / 1906, Декабрь (№ 12)
- И. Перетрухин. «Скромное» хвастовство миссионера. С. 1428 - 1431. / 1906, Декабрь (№ 12)
- И. Перетрухин. Казанская община старообрядцев, приемлющих Белокриницкое священство. С. 85 – 93. / 1907, Январь (№ 1)
- И. Перетрухин. Старообрядцы в Княгининском уезде Нижегородской губернии. (Старообрядческая община села Большого Мурашкина. – Село Колычево). С. 171 - 178. / 1907, Февраль (№ 2)
- И. Перетрухин. Старообрядцы в Княгининском уезде Нижегородской губернии. Старообрядческая община села Большого Мурашкина. Село Вельдеманово. С. 323 -330. / 1907, Март (№ 3)
- Иосиф Перетрухин. Кант и его учение о нравственности (по Виндельбанду). С. 775 - 782. / 1907, Июль-Август (№№ 7-8)